# Zhaotan (socken i Kina, Hunan)
Zhaotan (kinesiska: 昭潭, 昭潭乡) är en socken i Kina. Den ligger i provinsen Hunan, i den södra delen av landet, omkring 38 kilometer söder om provinshuvudstaden Changsha. Antalet invånare är 23224. Befolkningen består av 11 592 kvinnor och 11 632 män. Barn under 15 år utgör 14,0 %, vuxna 15-64 år 79 %, och äldre över 65 år 6,0 %.
Genomsnittlig årsnederbörd är 1 784 millimeter. Den regnigaste månaden är maj, med i genomsnitt 354 mm nederbörd, och den torraste är oktober, med 38 mm nederbörd.